# Mats Ljung
Mats Ljung, född 1 juli 1947, död 28 juli 2001, var en revyartist, bondkomiker, författare och trubadur från Vinköl en bit utanför Skara.
Mats Ljung var folkskollärare innan han sadlade om och blev revyartist på heltid. Han skrev och sjöng egna visor. År 1986 var han huvudartist på Jordgubbensdag i Vara. Samma år revydebuterade han hos Lökens Vänner i Lidköping och satte upp sin första egna nyårsrevy i Skara 1988. Han blev rikskänd genom TV-programmet Blix från klar himmel i början av 1990-talet.  
Mats Ljungs nyårsrevyer i Skara blev oerhört populära och lockade stor publik (som mest över 40 000 besökare) från såväl Västergötland som övriga Sverige.
1997-98 spelade han i revyerna Sommarskôj på Lisebergsteatern tillsammans med bl.a. Laila Westersund och Stefan Ljungqvist. Tillsammans bildade de dansbandet Matz-Ztefanz med Lailaz som hamnade på Svensktoppen med låtar som Evert, Epatraktorn och Eleganten. 
Sommaren 2001 skulle han ha medverkat i Stefan & Kristers folklustspel Snålvatten och jäkelskap på Vallarnas friluftsteater i Falkenberg, men tvingades lämna återbud på grund av sjukdom. Han avled i juli samma år.
I november 2006 kom en minnesdokumentär om Mats Ljungs liv. Den heter Mett i väla och är gjord av Stefan Quinth och Andreas Rydbacken. Mats Ljungs son Andreas Ljung är också verksam inom revybranschen. 2001 gav han ut en CD med egna tolkningar av sin pappas visor och kupletter.
Hösten 2010 kom boken "Mats Ljung - bondkomikern mett i väla". Boken är producerad av Mats Ljungs familj, frun Ingvor Ljung och sönerna Magnus Ljung och Andreas Ljung, och innehåller mycket av Mats Ljungs texter och musik. I boken finns även en CD med ett par av Mats Ljungs kåserier.
Efter Mats bortgång 2001 startades en stiftelse och varje år sedan 2002 delas det ut stipendier till lovande västsvenska ungdomar inom upplevelseindustrin. Priset heter Tôrparpriset och i styrelsen sitter Ingvor Ljung (Ordförande), Andreas Ljung, Bosse Andersson och Eva Winberg.